# سلندی
سلندی (به ترکی استانبولی: Selendi) یک منطقهٔ مسکونی در ترکیه است که در استان مانیسا واقع شده‌است. سلندی ۴۳۱ متر بالاتر از سطح دریا واقع شده‌است.